# César Couceiro
César Hugo Couceiro (Buenos Aires, 18 de abril de 1970) es un exfutbolista y entrenador argentino. Se desempeñaba como defensa.

## Clubes

### Como jugador
| Club                | País      | Año         |
| ------------------- | --------- | ----------- |
| Nueva Chicago       | Argentina | 1990 - 1993 |
| Huracán             | Argentina | 1993 - 1997 |
| Atlanta             | Argentina | 1997 - 1998 |
| Blooming            | Bolivia   | 1998 - 2000 |
| Veracruz            | México    | 2000        |
| Blooming            | Bolivia   | 2001        |
| Unión Central       | Bolivia   | 2002        |
| Almagro             | Argentina | 2002 - 2003 |
| Deportivo Laferrere | Argentina | 2004 - 2005 |
| Villa Dálmine       | Argentina | 2005 - 2006 |

### Como entrenador
| Club   | País    | Año  |
| ------ | ------- | ---- |
| Ciclón | Bolivia | 2018 |

## Palmarés

### Títulos nacionales
| Título           | Club     | Año  |
| ---------------- | -------- | ---- |
| Primera División | Blooming | 1998 |
| Primera División | Blooming | 1999 |